# الکساندر بلیاکوف
الکساندر بلیاکوف (انگلیسی: Aleksandr Belyakov؛ زادهٔ ۲۶ ژوئن ۱۹۶۲) لژسوار اهل اتحاد جماهیر شوروی سوسیالیستی است.